# Cimafiej Sliwiec
Cimafiej Witaljewicz Sliwiec (biał. Цімафей Вітальевіч Слівец, ros. Тимофей Витальевич Сливец, Timofiej Witaljewicz Sliwiec; ur. 22 października 1984 w Mińsku) – białoruski narciarz, specjalista narciarstwa dowolnego, od 2011 roku reprezentujący Rosję. W 2010 roku zajął dziewiąte miejsce w skokach akrobatycznych na igrzyskach olimpijskich w Vancouver. Na rozgrywanych cztery lata później igrzyskach w Soczi był trzynasty. Był też między innymi dziewiąty podczas mistrzostw świata w Kreischbergu w 2015 roku. Najlepsze wyniki w Pucharze Świata osiągnął w sezonie 2009/2010, kiedy to zajął 14. miejsce w klasyfikacji generalnej, a w klasyfikacji skoków akrobatycznych był piąty. W 2015 roku zakończył karierę.
Jego siostra, Asol Sliwiec, również uprawiała narciarstwo dowolne.

## Osiągnięcia

### Igrzyska olimpijskie
| Miejsce | Dzień     | Rok  | Miejscowość | Konkurencja        | Zwycięzca        |
| ------- | --------- | ---- | ----------- | ------------------ | ---------------- |
| 9.      | 25 lutego | 2010 | Vancouver   | Skoki akrobatyczne | Alaksiej Hryszyn |
| 13.     | 17 lutego | 2014 | Soczi       | skoki akrobatyczne | Anton Kusznir    |

### Mistrzostwa świata
| Miejsce | Dzień       | Rok  | Miejscowość          | Konkurencja        | Zwycięzca     |
| ------- | ----------- | ---- | -------------------- | ------------------ | ------------- |
| 10.     | 18 marca    | 2005 | Ruka                 | Skoki akrobatyczne | Steve Omischl |
| 11.     | 10 marca    | 2007 | Madonna di Campiglio | Skoki akrobatyczne | Han Xiaopeng  |
| 13.     | 4 marca     | 2009 | Inawashiro           | Skoki akrobatyczne | Ryan St. Onge |
| 20.     | 7 marca     | 2013 | Voss                 | skoki akrobatyczne | Qi Guangpu    |
| 9.      | 15 stycznia | 2015 | Kreischberg          | skoki akrobatyczne | Qi Guangpu    |

### Puchar Świata

#### Miejsca w klasyfikacji generalnej
- sezon 2004/2005: 65.
- sezon 2005/2006: 73.
- sezon 2006/2007: 17.
- sezon 2007/2008: 126.
- sezon 2008/2009: 27.
- sezon 2009/2010: 14.
- sezon 2011/2012: 54.
- sezon 2012/2013: 92.
- sezon 2013/2014: 118.
- sezon 2014/2015: 101.

#### Miejsca na podium
1. Jilin – 10 grudnia 2006 (skoki akrobatyczne) – 2. miejsce
2. Mont Gabriel – 25 stycznia 2009 (skoki akrobatyczne) – 2. miejsce